# 多马坦 (涅夫勒省)
多马坦（法語：Dommartin，法語發音：[dɔ̃maʁtɛ̃] ⓘ）是法国涅夫勒省的一个市镇，位于该省东部，属于希农堡区。

## 地理
多马坦（47°4'4"N, 3°50'42"E）面积13.46 平方千米，位于法国勃艮第-弗朗什-孔泰大區涅夫勒省，该省份为法国中部省份，北至约讷省，西北接卢瓦雷省，西接谢尔省，南至阿列省，东南接索恩-卢瓦尔省，东临科多尔省。
与多马坦接壤的市镇（或旧市镇、城区）包括：布利姆、沙坦、格朗德里河畔丹、莫尔旺地区圣伊莱尔、圣佩勒斯、塞尔马日。

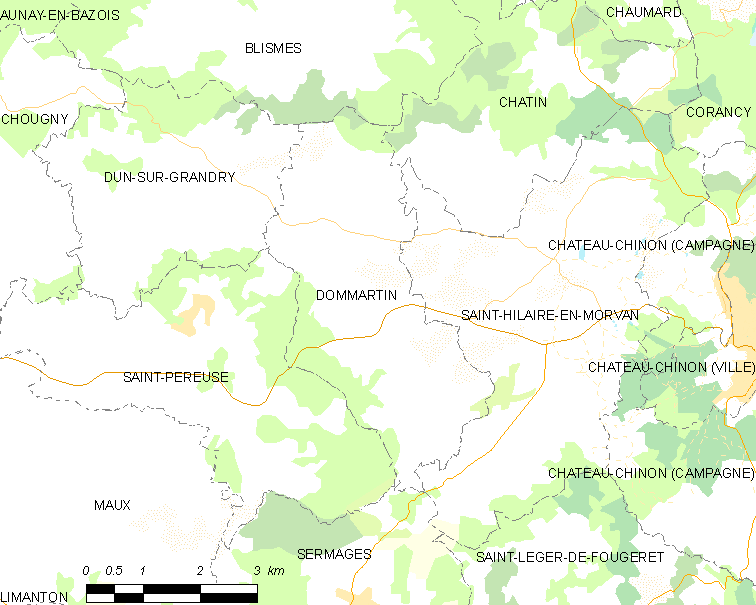
的OSM定位图

多马坦的时区为UTC+01:00、UTC+02:00（夏令时）。

## 行政
多马坦的邮政编码为58120，INSEE市镇编码为58099。

## 政治
多马坦所属的省级选区为希农堡县。

## 人口

1962-2008年间人口变化图示

多马坦于2022年1月1日时的人口数量为156人。